# Kit Fisto
Personnage de fiction apparaissant dans
Star Wars.
Kit Fisto est un personnage non humain de la saga cinématographique Star Wars. Il apparaît pour la première fois brièvement dans le film Star Wars, épisode II : L'Attaque des clones en 2002.
On peut également le voir dans Star Wars, épisode III : La Revanche des Sith où il est tué par Dark Sidious. Le personnage est aussi développé dans divers livres, séries, jeux vidéo et bandes dessinées tirés de l'univers Star Wars, notamment dans la série Star Wars: The Clone Wars.
Il est originaire de la planète Glee Anselm et fait partie de la race des Nautolans. C'est un chevalier Jedi, élevé au rang de Maître durant la Guerre des clones. Il est membre du Conseil Jedi.

## Histoire
Kit Fisto est un Nautolan venant de la région Sabilon sur la planète Glee Anselm,
Fisto a eu deux padawans : Nahdar Vebb, originaire de Mon Cala puis Bant Eerin, une autre Mon Calamari après la mort de son maître, Tahl.
Membre du Conseil Jedi, il participe à la Guerre des clones et notamment à la bataille de Géonosis. Il est tué par Dark Sidious, aux côtés de Mace Windu, alors qu'ils tentent d'arrêter le seigneur Sith.

## Caractéristiques

### Physique
Kit Fisto est un non humain amphibien. Il mesure 1,96 m. Des tentacules forment des tresses au-dessus de sa tête. Ils disposent de capteurs olfactifs permettant à Fisto de détecter les phéromones et les changements d'émotion des êtres qu'il côtoie.
Ses grands yeux noirs lui permettent de voir dans l'obscurité.

### Personnalité
Kit Fisto est un Jedi principalement affecté aux missions de diplomatie et de négociation de la paix. Il est réputé pour son sens de l'humour.

### Sabre et style de combat
Le sabre de Kit Fisto est de couleur verte. Il est composé de deux cristaux lui permettant d'être aussi puissant sous l'eau.
Kit Fisto pratique le Shii-Cho, aussi appelé forme I ou forme de la détermination, la plus ancienne technique de combat enseignée au sein de l'ordre Jedi. Il s'agit d'un style de combat au sabre laser rudimentaire et direct. Cette technique se veut imprévisible et permet de désarmer ses opposants. L'un des mouvements signatures de Kit Fisto est la taillade de désarmement, visant directement l'arme ou la main de l'adversaire.
Pouvant respirer sous l'eau, il utilise souvent les pouvoirs de la Force pour manipuler celle-ci a des fins offensives ou défensives. Il excelle dans le combat sous-marin.

## Concept et création
George Lucas, créateur de la saga, souhaitait que l'ordre des chevaliers Jedi représente toute la variété des êtres conscients de l'univers de Star Wars. Ainsi, lors de l'élaboration de la prélogie, de nombreux designs de Jedi non humains ont été produits
À la suite de la mort de Dark Maul, dans Star Wars, épisode I : La Menace fantôme, il manquait un antagoniste majeur pour Star Wars, épisode II : L'Attaque des clones. Parmi les concepts existants pour un nouveau guerrier Sith, l'un d'entre eux, dessiné par Dermot Power, est un non humain mâle, caractérisé notamment par ses dreadlocks et sa peau blanche. Finalement, le personnage évolue, devient une femme et finalement Christopher Lee est recruté dans le rôle du comte Dooku. Ce nouveau design sera réutilisé pour Asajj Ventress.
George Lucas demande finalement à Dermot Power de transformer son design initial pour un personnage de Jedi. La peau du personnage devient verte et il porte une tunique de Jedi : Kit Fisto est né.
Kit Fisto est interprété par Zachariah Jensen dans Star Wars, épisode II : L'Attaque des clones. Charpentier sur le tournage, il est suggéré pour le rôle par son ami Matt Sloan, travaillant à l'atelier des créatures. Le costume se compose d'un masque dont la pose nécessite quatre heures et demie, certaines parties étant des prothèses directement collées au visage de l'acteur (qui ont permis au personnage d'avoir des expressions faciales et notamment de le doter de son sourire caractéristique).

## Apparitions

### Épisode II:L'Attaque des clones(2002)
Kit Fisto apparaît pour la première fois avec les membres du conseil Jedi.
Il revient ensuite lors de la bataille de Géonosis, mission conjointe de la République galactique et des Jedi visant à secourir Obi-Wan Kenobi, Anakin Skywalker et Padmé Amidala et marquant le début de la Guerre des Clones.
Il est joué par Zachariah Jensen.

### Épisode III:La Revanche des Sith(2005)
Il accompagne Mace Windu pour l'arrestation du Chancelier Suprême Palpatine, avec Agen Kolar et Saesee Tiin. Le sénateur révèle son identité de Dark Sidious et tue le maître Jedi lors de l'assaut.
Il est joué par le cascadeur Ben Cooke (en).

### Star Wars: The Clone Wars(2008)
Kit Fisto apparaît dans de nombreux épisodes de la série Star Wars: The Clone Wars.
Il est au centre de l'épisode 10 de la saison 1 L'Antre de Grievous. Il y retrouve son ancien padawan, Nahdar Vebb, devenu chevalier Jedi. Ce dernier est tué par le général Grievous mais Fisto parvient à s'enfuir.
Il est doublé par Phil LaMarr.

### Autres apparitions

#### Comics
En 2017, Kit Fisto apparaît dans la mini-série en cinq numéros Star Wars : Mace Windu - Jedi de la République. Il y accompagne Mace Windu dans une mission sur la planète Hissric.

#### Jeux vidéo
Kit Fisto est un personnage jouable dans plusieurs jeux vidéo Star Wars : 
- sous forme de Lego dans Lego Star Wars, le jeu vidéo (2005)[14], Lego Star Wars : La Saga complète (2007)[15] et Lego Star Wars III: The Clone Wars (2011)[16]
- dans Star Wars: Battlefront - Renegade Squadron (2007)[17]
- dans Star Wars: The Clone Wars - L'Alliance Jedi (2008)[18]
- dans Star Wars: The Clone Wars - Duels au sabre laser (2008)[19]
- via un contenu téléchargeable dans Star Wars : Le Pouvoir de la Force (2008)[20]
- dans Star Wars: The Clone Wars - Les Héros de la République (2009)[21].
- dans Star Wars: Battlefront - Elite Squadron (2009)[22]
- via un contenu téléchargeable dans Kinect Star Wars (2012)[23]
- dans Star Wars : Les Héros de la galaxie (2015)[24]
- dans l'extension Onslaught de Star Wars: The Old Republic (2019)[25].

Il apparaît aussi dans Star Wars: Clone Wars Adventures (2011)

#### Produits dérivés
Le personnage a donné lieu des produits dérivés comme des figurines ou une réplique de son sabre laser par Hasbro dans la gamme Force FX Elite.

### UniversLégendes
À la suite du rachat de la société Lucasfilm par The Walt Disney Company, tous les éléments racontés dans les produits dérivés datant d'avant le 26 avril 2014 ont été déclarés comme étant en dehors du canon et ont été regroupés sous l’appellation « Star Wars Légendes ».
Dans cet univers, Kit Fisto entretient une relation avec Aayla Secura, une Jedi twi'lek qui dépassait celles imposées par le Code Jedi (Star Wars Tales #14),.
L'épisode 5 de la saison 1 de la série animée Star Wars: Clone Wars, considérée comme non canon, est centré sur une mission de Kit Fisto : il y dirige un assaut sous-marin de la République sur Mon Cala,.

## Accueil
Devin Meenan de Comic Book Resources a classé Kit Fisto parmi les 5 meilleurs Jedi introduits dans la prélogie.
Pour Ben Sherlock de Screen Rant, le personnage de Kit Fisto a été positivement développé dans la série animée Star Wars: The Clone Wars. Pour lui, le personnage est devenu l'un des Jedi les plus nobles de l'univers Star Wars notamment grâce au doublage de Phil LaMarr. Screen Rant classe également Kit Fisto dans une liste des 10 Jedi les plus sous-estimés, une liste des 10 Jedi les plus cools de la prélogie et une liste des 10 meilleurs personnages non humains de Star Wars.